# William Maitland de Lethington
Sir William Maitland de Lethington (1525 - 9 juin 1573) est un homme politique et réformateur écossais, fils aîné du poète Richard Maitland (en).

## Biographie
En tant que secrétaire d'État de la reine d'Écosse Marie Stuart, il joue un rôle de premier plan au cours de ce règne. Il adhère au parti de James Stuart, 1er comte de Moray, fils naturel de Jacques V et donc demi-frère de la reine, qu'il soutient contre les mesures extrêmes de John Knox.
Maitland se révèle un ambassadeur hautement astucieux à la cour d'Élisabeth Ire d'Angleterre. Il est impliqué dans l'assassinat de David Rizzio, le secrétaire privé (voire l'amant selon la rumeur) de la reine Marie, commandité par l'époux de celle-ci, Henry Stuart. Mais il réussit à regagner la faveur de la reine. Après que Marie ait été capturée par ses ennemis à la bataille de Carberry Hill, le 25 juillet 1567, Maitland prend contact avec Nicholas Throckmorton, ambassadeur anglais à Édimbourg. Celui-ci lui indique que la reine d'Angleterre Élisabeth serait prête à soutenir la restauration de Marie Stuart, à poursuivre les assassins de Darnley et à préserver l'héritage du petit Jacques. Maitland lui répond que l'ingérence anglaise ne serait pas la bienvenue à ce moment et serait même contre-productive. L'ambassadeur n'est pas autorisé à voir Marie.
Quand Marie Stuart s'échappe et s'enfuit en Angleterre, Maitland rejoint le parti du comte de Moray, nommé régent, puis change de camp et opte, avec William Kirkcaldy de Grange qui tient le château d'Édimbourg, pour celui de la reine déchue.
Le régent demande l'assistance militaire de la reine Élisabeth qui envoie le gouverneur de Berwick-upon-Tweed, Sir William Drury avec un formidable convoi d'artillerie pour réduire le château d'Édimbourg. Kirkcaldy résiste avec une fermeté conforme à sa réputation militaire, jusqu'à ce que ses murailles soient percées et abattues, ses provisions épuisées, ses puits obstrués par des éboulis et inaccessibles. Kirkcaldy négocie alors sa reddition, mais Drudy s'est trop engagé et Élisabeth lui ordonne de livrer ses prisonniers au régent d'Écosse. Kirkaldy et son frère sont immédiatement exécutés. Maitland, déjà malade, est emprisonné à Leith où il meurt de maladie, ou, selon d'autres sources, se suicide. 

## Famille
Maitland épouse Marie Fleming, l'un des Quatre Mary qui ont accompagné Marie Stuart en France en 1548. Ils ont deux enfants :
- James Maitland de Lethington né en 1568
- Margaret épouse de Robert Ker, 1er comte de Roxburghe